# O Jesus, rik av nåd
O Jesus, rik av nåd är en gammal psalm i tio verser av Johann Heermann skriven 1630, översatt av Lorentz Springer 1676 till en psalm med titelraden "Varthän skall jag dock fly". Vid Anders Frostensons bearbetning av psalmen 1978 ändrades titelraden och antalet verser minskades till fem, varav den sista versen börjar med orden "Skriv i mitt hjärta in" (se Lova Herren).
Texten inleds 1695 med orden:
Hwart hän skal jagh doch flyy
Uhr syndsens diupa dy
Melodin är enligt 1986 års psalmbok och 1697 års koralbok en tonsättning av Jakob Regnart (D-moll 2/2 eller E-moll 4/4) från 1574. Den finns nedtecknad i Schöne kurzweilige teutsche Lieder, som från början är profana kompositioner som bearbetats till koraler för kyrkligt bruk. Samlingen är utgiven av Jakob Regnart 1578 i Nürnberg som också används till psalmerna Jag vill i denna stund (1695 nr 18), Gläd dig, du Kristi brud (1695 nr 116, 1986 nr 104) och Så skön och ljuvlig är (1695 nr 76, 1986 nr 404). 1697 användes den också till O Herre, vem skall bo (nr 41), Sorgen för glädien går (nr 286) och På min Herre Gudh allen (nr 385).

## Publicerad som
- Nr 292 i 1695 års psalmbok med titelraden "Varthän skall jag dock fly", under rubriken "Psalmer i Bedröfwelse / Korss och Anfächtning".
- Nr 176 i 1819 års psalmbok med titelraden "Varthän skall jag dock fly", under rubriken "Nådens ordning: Omvändelsen: Behovet av Guds nåd vid känslan av bättringens ofullkomlighet och syndens bedrövliga välde".
- Nr 278 i Sionstoner 1935 med titelraden "Varthän skall jag dock fly", under rubriken "Nådens ordning: Väckelse och omvändelse".
- Nr 275 i 1937 års psalmbok med titelraden "Varthän skall jag dock fly", under rubriken "Bättring och omvändelse".
- Nr 545 i Den svenska psalmboken 1986 under rubriken "Skuld - förlåtelse".
- Läsesång 11 i Lova Herren 1988 med titelraden "Skriv i mitt hjärta in", under rubriken "Sånger att läsas".